# مارک آلمان شرقی
مارک آلمان شرقی (به انگلیسی: East German mark) (به زبان بومی: Mark der DDR) با کد ایزوی DDM، یکای پول رایج در کشور آلمان شرقی بود. مسئولیت کنترل این واحد پولی بر عهدهٔ بانک جمهوری دمکراتیک آلمان قرار داشت.